# Багатоцільовий модуль постачання
Багатоцільовий модуль матеріально-технічного постачання (ММС) (англ. Multi-Purpose Logistics Module — MPLM) — три герметичні модулі, що перевозяться по одному, у вантажному відсіку шатлів. Призначені для транспортування вантажів на орбіту, до Міжнародної космічної станції, і назад, із відпрацьованими матеріалами, на Землю.
Модулі побудувало та надало НАСА Італійське космічне агентство (ІКА). Входять до американського сегменту МКС і є власністю США. Кожен із трьох вантажних модулів має власну назву, яку обрала італійська сторона, на честь відомих та талановитих італійців епохи Відродження: «Леонардо», «Рафаель» та «Донателло». Офіційно оголошено, що модулі названо на честь великих італійських діячів Епохи Відродження. Але, оскільки назви модулів збігаються з іменами трьох із чотирьох черепашок-ніндзя, то NASA MPLM Group розробила відповідну емблему програми модулів — черепашка-ніндзя в космічному скафандрі. Оскільки авторські права на зображення черепашок належать студії Mirage Studios, НАСА, в обмін на право використовувати логотип, довелося передати авторські права на логотип студії.

## Будова та призначення

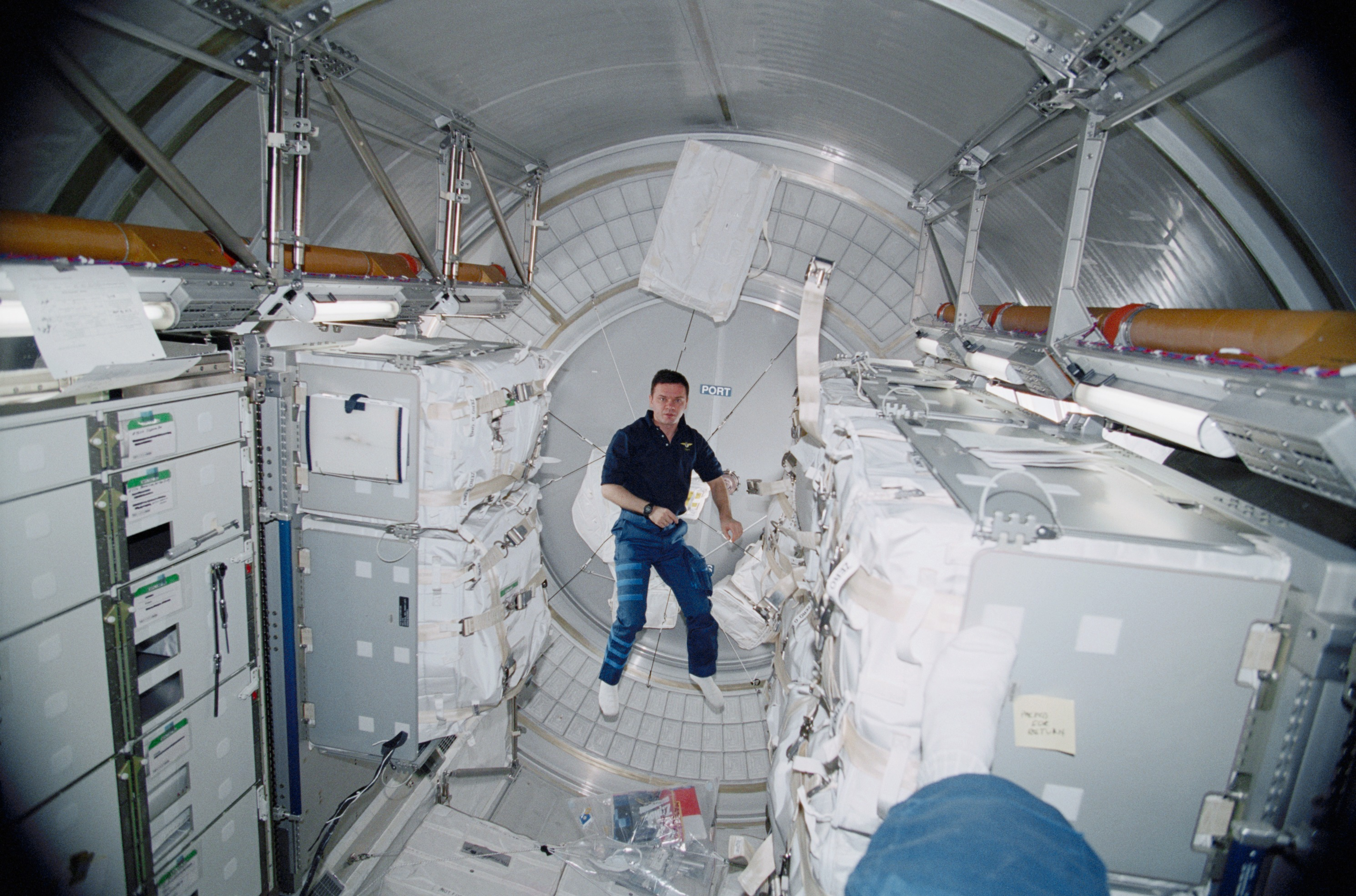
Юрій Гідзенко на тлі обладнання, розміщеного в ММС (фото 21 березня 2001 року)

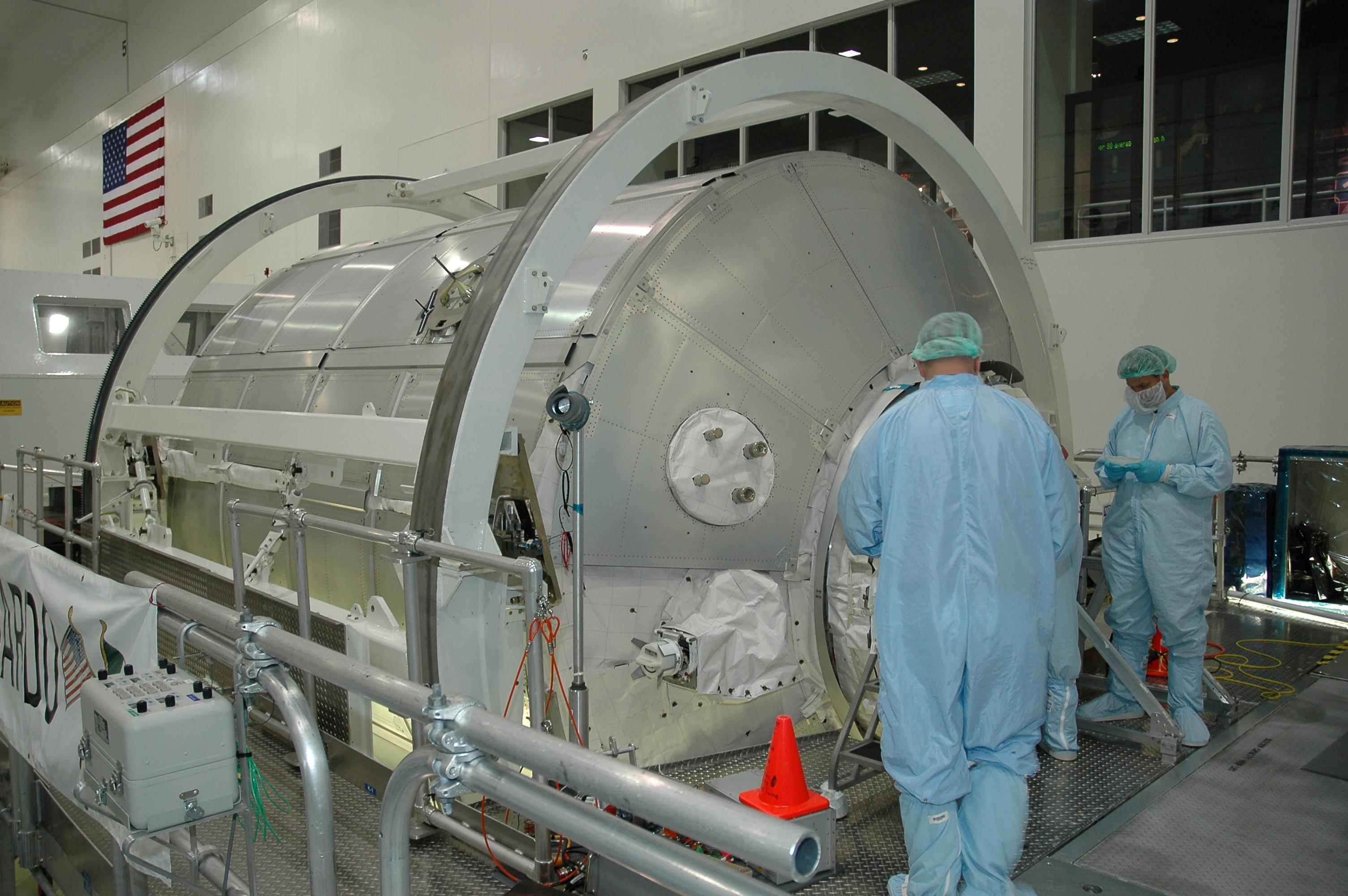
Модуль ММС «Леонардо» готують до польоту на шатлі STS-121 (фото 4 травня 2006 року)

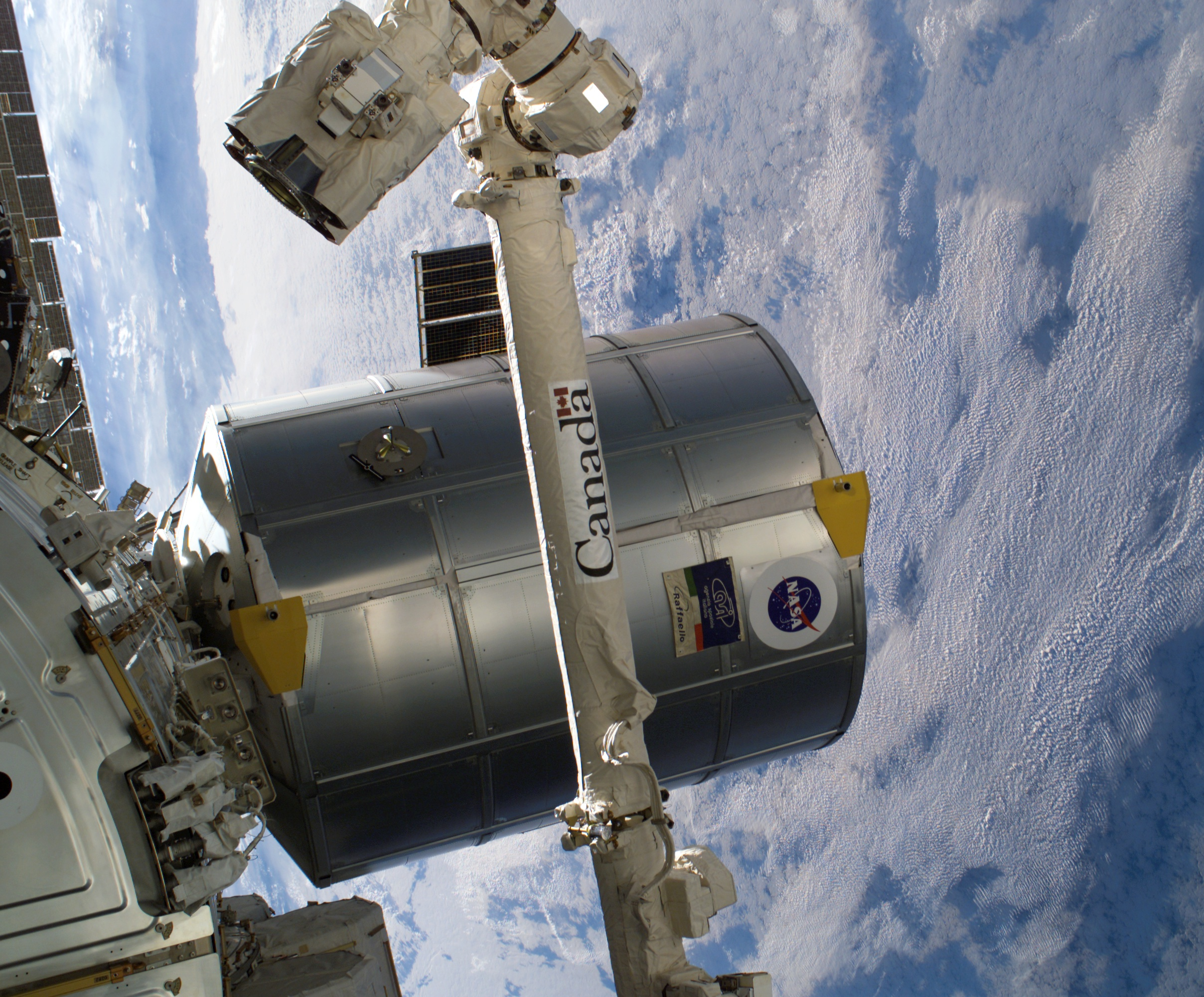
Модуль ММС — «Рафаель», зістикований з МКС, за маніпулятором Канадарм2, під час експедиції STS-114
(фото 3 серпня 2005 року)

Кожен модуль ММС складається з герметичного корпуса у формі рівностороннього циліндра, зовні якого розміщено елементи мікрометеоритного захисту, системи стикування та терморегулювання. У модулі підтримується нормальний атмосферний тиск. Він може доставити на орбіту до 10 тонн вантажу. Розрахований на 25 польотів упродовж 10 років. Герметичний корпус модуля виготовлено з алюмінію, він має такі основні характеристики:
- Загальна довжина — 6,4 м
- Довжина циліндричної частини — 4,8 м
- Зовнішній діаметр — 4,57 м
- Внутрішній діаметр — ~4,2 м
- Товщина стінок — 3 мм.
- Маса модуля (без вантажу) — 4 760 кг
- Маса модуля з вантажем — 14 061 кг
- Внутрішній об'єм (житловий) — 30,1 м3

Характеристики трьох модулів ідентичні, з одним винятком: модуль «Донателло» відрізняється від двох своїх побратимів тим, що здатний містити обладнання, яке потребує електроживлення. Від старту із Землі до стикування з МКС у ньому безперервно подається електрика до необхідного обладнання. Модуль «Донателло» в космос не літав; згідно з планами НАСА, він мав вирушити в космос навесні 2009 року, у складі експедиції Атлантіс STS-128. Однак, у політ вирушив модуль «Леонардо», і в складі експедиції Діскавері STS-128 .
Після прильоту модуль вилучають із шатла і стикують із модулем «Юніті». Після цього ММС тимчасово стає частиною станції і може використовуватися як населений відсік для двох осіб. Після перенесення привезеного обладнання та вантажів та завантаження відходів зі станції контейнер знову переносять у вантажний відсік шатла та відправляють на Землю.

### Логотип програми
Оскільки назви модулів збігаються з іменами трьох із чотирьох персонажів черепашок-ніндзя, то NASA MPLM Group розробила відповідну емблему програми модулів — черепашка-ніндзя в космічному скафандрі. Судячи з червоної пов'язки, це Рафаель. Оскільки авторські права на зображення черепашок належать студії Mirage Studios, НАСА, в обмін на право використовувати логотип, довелося передати авторські права на логотип студії.

## Події
Спочатку модуль постачання розробляла компанія Боїнг для американської космічної станції «Фрідом». Потім проєкт передали Італійському космічному агентству (ІКА), яке мало великий досвід створення герметичних модулів шатлівської станції-лабораторії «Спейслеб» та європейського модуля МКС «Коламбус», а також створила для американського сегменту МКС модулі «Гармоні», «Транквіліті», «Купол».
З ІКА у грудні 1991 року підписано контракт на постачання трьох модулів, які отримали назву «Малий герметичний модуль постачання» (англ. Mini Pressurized Logistics Module - MPLM). Згідно з цим контрактом, ІКА, в обмін на будівництво MPLM, отримував від НАСА доступ до відсотка розподілу ресурсів і робочого часу на МКС для проведення наукових досліджень. 1993 року, після перегляду планів будівництва МКС, довжину модулів подвоєно, а назву змінено з «малий герметичний» на «багатоцільовий», при цьому абревіатура залишилася колишньою (англ. Multi-Purpose Logistics Module - MPLM).
Розробку модулів доручили італійській компанії Alenia Aeronautica (колишня Alenia Spazio). Технічний контроль за роботою від 1994 веде Центр космічних польотів імені Маршалла (англ. Marshall Space Flight Center). Перший модуль виготовляли близько двох років — від квітня 1996 року до липня 1998 року. Витрати італійської сторони склали 150 млн. доларів США. 2 серпня 1998 року перший модуль «Леонардо» доставлено з Італії на мис Канаверал і 8 березня 2001 року він стартував до МКС у вантажному відсіку шатла Діскавері STS-102.
| №       | Експедиція | Шаттл     | Дата запуску      | ММС      |
| 5A.1    | STS-102    | Діскавері | 8 березня 2001    | Леонардо |
| 6A      | STS-100    | Індевор   | 19 квітня 2001    | Рафаель  |
| 7A.1    | STS-105    | Діскавері | 10 серпня 2001    | Леонардо |
| UF-1    | STS-108    | Індевор   | 5 грудня 2001     | Рафаель  |
| UF-2    | STS-111    | Індевор   | 5 червня 2002     | Леонардо |
| LF 1    | STS-114    | Діскавері | 26 липня 2005     | Рафаель  |
| ULF 1.1 | STS-121    | Діскавері | 4 липня 2006      | Леонардо |
| ULF 2   | STS-126    | Індевор   | 15 листопада 2008 | Леонардо |
| 17A     | STS-128    | Діскавері | 29 серпня 2009    | Леонардо |
| 19A     | STS-131    | Діскавері | 5 квітня 2010     | Леонардо |
| ULF 5   | STS-133    | Діскавері | 24 лютого 2011    | Леонардо |
| ULF 7   | STS-135    | Атлантіс  | 28 червня 2011    | Рафаель  |

## Герметичний багатофункціональний модуль
Один із багатоцільових модулів постачання — «Леонардо» — модифіковано, його використовують як довготривалий герметичний багатофункціональний модуль (англ. Permanent Logistics Module, Pressurized Multipurpose Module). Запуск відбувся в лютому 2011 року на STS-133.